# Amore (Wanda-Album)
Amore ist der Titel des Debütalbums der österreichischen Rockband Wanda. Es erschien am 31. Oktober 2014 bei Problembär Records.

## Produktion
Produzent des Albums war Paul Gallister. Gallister übernahm die Produktion gratis; er ist an den Erlösen beteiligt.
Musik und Text von Titel 1 lieferten Paul Gallister und Marco Michael Wanda. Bei Titel 2, 4, 5, 6, 7, 9, 10 und 11 zeichnete Wanda allein für Musik und Text verantwortlich. Bei Titel 3 und 12 war neben Wanda auch Manuel Christoph Poppe an Musik und Text beteiligt, bei Titel 8 Christian Hummer. Sänger Marco Michael Wanda gab in einem Interview an, er habe, als er Amore schrieb, nur die Beatles und Falco gehört; beim Musikmachen höre er nur Lieder, die als Versatzstücke dienen, er sei dann auf der Suche nach nützlichen Ideen, „sei das eine Klangfarbe, eine Stimmung oder ein textlicher Ansatz.“ In einem anderen Interview sagte Wanda, er singe in Bologna von Amore, weil er sich noch nicht traue, das Wort Liebe zu verwenden.

## Artwork
Das Cover der Platte zeigt im Vordergrund die fünf Bandmitglieder und einen weißen PKW Mercedes mit dem seitlich aufgebrachten Schriftzug AMORE; im Hintergrund ist die Stadt Wien zu sehen. Auf der Rückseite sind die fünf Musiker in einem sonnigen Garten abgebildet, in Versalien stehen die zwölf Titel des Albums darunter.
Es wurde von Julia Zisser und Natalie Ofenböck gestaltet, die Fotos steuerte Florian Senekowitsch bei.

## Titelliste
1. Bologna (3:34)
2. Jelinek (3:30)
3. Luzia (2:56)
4. Auseinandergehen ist schwer (3:10)
5. Kairo Downtown (3:09)
6. Stehengelassene Weinflaschen (3:22)
7. Schickt mir die Post (2:59)
8. Bleib wo du warst (3:08)
9. Wenn ich zwanzig bin (3:42)
10. Dass es uns überhaupt gegeben hat (3:33)
11. Ich will Schnaps (4:12)
12. Easy Baby (4:47)

## Singleauskopplungen und Musikvideos
Die Titel Schickt mir die Post, Auseinandergehen ist schwer, Bologna und Stehengelassene Weinflaschen wurden auch als Singles ausgekoppelt.
Die dazugehörigen Musikvideos wurden von Florian Senekowitsch und Wolfgang Seehofer (der auch der Besitzer des Wanda Mercedes ist; der auch für Hochzeiten gemietet werden kann) produziert. Die Kosten für die Produktion lagen bei 2000 bis 3000 Euro pro Stück; die Produktion von Bologna kostete 600 Euro.

## Rezeption

### Rezensionen
In der Süddeutschen Zeitung schrieb Max Scharnigg, die Band habe mit ihrem Album Amore „endlich wieder ein bisschen Schwung in den an Ernsthaftigkeit lahmenden deutschsprachigen Indiepop gebracht“.
Für den Musikexpress beschrieb Reiner Reitsamer die Band anlässlich der Veröffentlichung des Debütalbums als „Wiener Mundart-Band, die Chancen hat, über die österreichischen Landesgrenzen hinweg gehört zu werden“. Wanda würden „brav jedes gängige Österreich-Klischee bedienen, das im Ausland gut ankommt“, brächten aber auch Gabe und den Willen für eingängige Popsongs mit. Reitsamer hörte auf dem Album an Junge Roemer (Falco) und Es lebe der Sport (Rainhard Fendrich) erinnernde „hehre Männergesänge“. Der Song Easy Baby führe in die von Wolfgang Ambros auf seinem Album Nie und nimmer beschriebene Italo-Disco. Wanda, so der Rezensent, würden Kindheitserinnerungen an Musik bunt durcheinanderwürfeln und gekonnt mit „(auch nicht mehr ganz modernem) Indie-Geschrammel, Streichern und Pfeif-Einlagen“ unterfüttern.
Auf laut.de schrieb Amelie Köppl über das Album, alles sei „nur Schmalz und Tragödie. Aber genau das ist das Schöne. Überkandidelte Hymnen über die Liebe erheben sich über adoleszente Dramatik.“ Das Debüt sei überzeugend; „zuckersüß und doch komplex“.
In seiner Rezension für Der Standard schreibt Christian Schachinger von der „in Wien schon jetzt nach einem halben Jahr weltberühmten Wiener Band Wanda“; er bescheinigt dem Texter ein „Goldenes Wiener Herz“, es ginge kaum noch „genussvoll narzisstischer, bösartiger und selbstmitleidiger“. Die Musik dagegen würde „von Mittzwanzigern geliefert, die in ihrer Kindheit zwischen Teletubbies und Bob der Baumeister kurz die Geschichte des Punkrock auf Youtube daddelten“. Schachinger hörte „Pfadfinderlager-Akkorde auf der Gitarre“ und unerträglichens „Musikschulklaviergetue, das gleichzeitig sensibel und kraftvoll sein soll“.
Mark Read meint auf Plattentests.de, Amore sei „ein starkes Album. Ein Meisterwerk ist es aber nicht ganz geworden.“ Den Songs fehle „auf Albumlänge ein wenig der Abenteurergeist“. Es erreiche aber sein Ziel, Austropop aufzupolieren.

### Chartplatzierungen
In den österreichischen Charts kam Amore bis auf Platz zwei. Zuletzt war das Album am 28. Juni 2022 auf Platz 73 notiert. In der Schweiz kam die Platte bis auf Platz 29, in Deutschland auf Platz 53.
| ChartsChartplatzierungen | Höchstplatzierung | Wochen |
| ------------------------ | ----------------- | ------ |
| Deutschland (GfK)        | 53 (11 Wo.)       | 11     |
| Österreich (Ö3)          | 2 (140 Wo.)       | 140    |
| Schweiz (IFPI)           | 29 (16 Wo.)       | 16     |

| ChartsJahrescharts (2015) | Platzierung |
| ------------------------- | ----------- |
| Österreich (Ö3)           | 5           |

| ChartsJahrescharts (2016) | Platzierung |
| ------------------------- | ----------- |
| Österreich (Ö3)           | 51          |

### Auszeichnungen für Musikverkäufe
| Land/Region       | Auszeichnungen für Musikverkäufe (Land/Region, Auszeichnung, Verkäufe) | Verkäufe |
| ----------------- | ---------------------------------------------------------------------- | -------- |
| Österreich (IFPI) | 3× Platin                                                              | 45.000   |
| Insgesamt         | 3× Platin ·                                                            | 45.000   |